# Zygtaxphora sulawesae
Zygtaxphora sulawesae är en tvåvingeart som beskrevs av Ronald Henry Lambert Disney 2006. Zygtaxphora sulawesae ingår i släktet Zygtaxphora och familjen puckelflugor. Inga underarter finns listade i Catalogue of Life.